# Šoder graben
Šoder graben ali Kolarnica je soteska na severnem pobočju Plešivca na nadmorski višini 821m. Nahaja se nedaleč od jame Belojače. Stene so na 100 m dolgem odseku globoke 50 m, kjer je nastal tudi občasni slap visok okoli 10 m. Tukaj je pet manjših podzemskih jam. Največja jama oz. rov je Belikovka pri slapu, dolga 30 m. 1 km severneje je vhod v jamski sistem Balunjača.
Pod slapom je opuščen kamnolom. Gozd v soteski je izločen kot gozd s posebnim pomenom.
Soteska se uporablja tudi kot plezališče.